# Église du Corpus Christi de Buffalo
Pour les articles homonymes, voir Église du Corpus Christi.
L'église du Corpus Christi est une église catholique de Buffalo dans l'État de New York. Elle est inscrite au Registre national des lieux historiques en tant que Corpus Christi Roman Catholic Church Complex, car elle intègre sa haute église, ainsi que les bâtiments voisins lui appartenant, le Kolbe Center, le Sears Street Hall, la cure (rectory) et l'ancien couvent franciscain. Son école paroissiale a été rasée en 1982.

## Historique

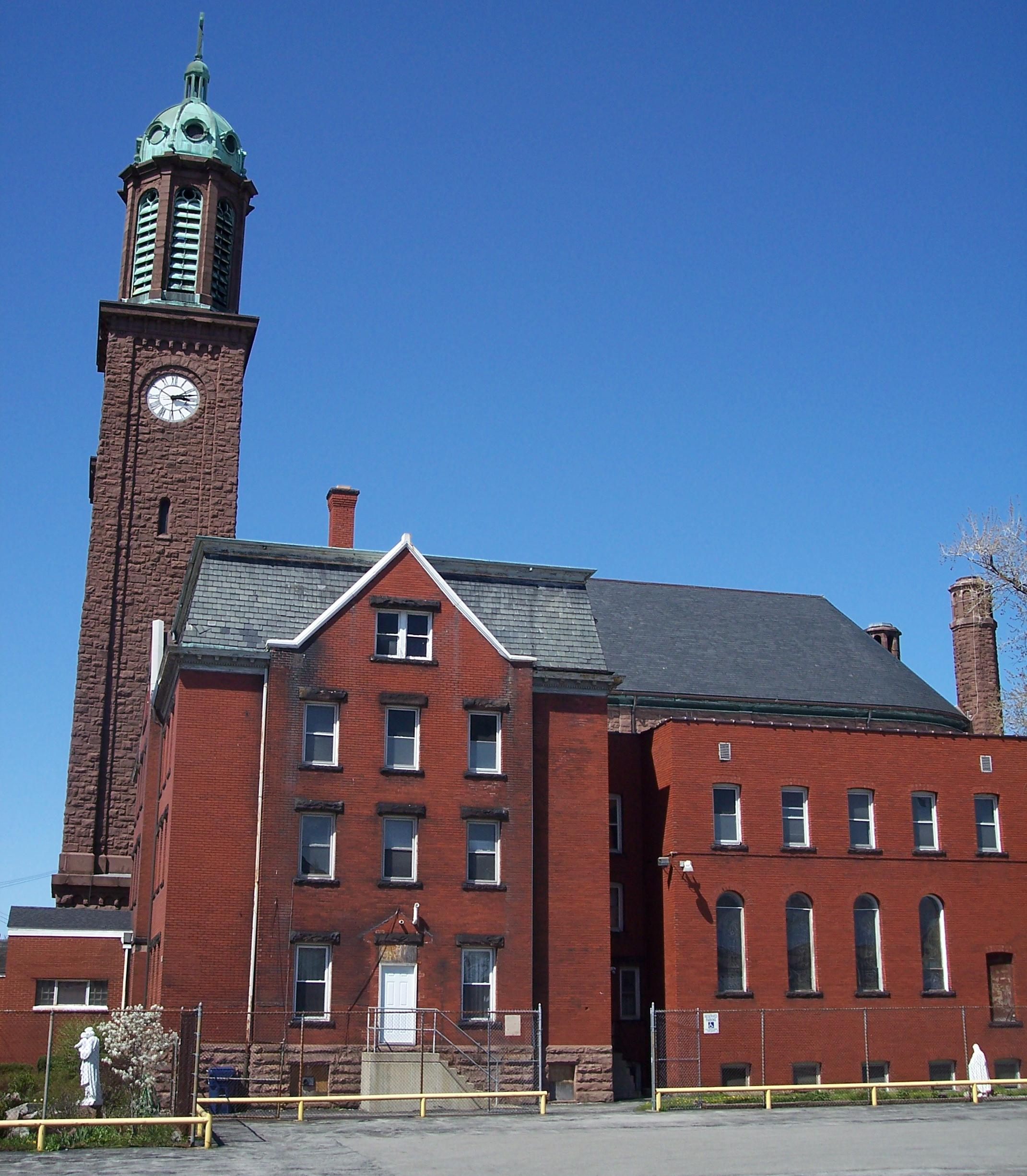
Vue de côté

L'église a été construite pour un coût de deux cent mille dollars par les franciscains polonais pour servir aux besoins spirituels de la communauté immigrée polonaise installée dans le quartier est de la ville ( East Side), en pleine industrialisation. La première pierre est posée en 1898 et l'église est consacrée en 1907. Elle peut accueillir 1 650 fidèles.
La population paroissiale est en diminution depuis une trentaine d'années, à cause de la désindustrialisation de la ville, de la baisse de la pratique catholique due aux changements de mœurs sociétaux, et de l'exode vers les banlieues vertes. Aussi l'école paroissiale ferme-t-elle au début des années 1980 et elle est rasée en 1982.
Les franciscains ne peuvent plus entretenir l'église et en 2003 en laissent l'administration aux pères paulins qui mettent deux prêtres et un frère à disposition de la communauté.

## Dimensions

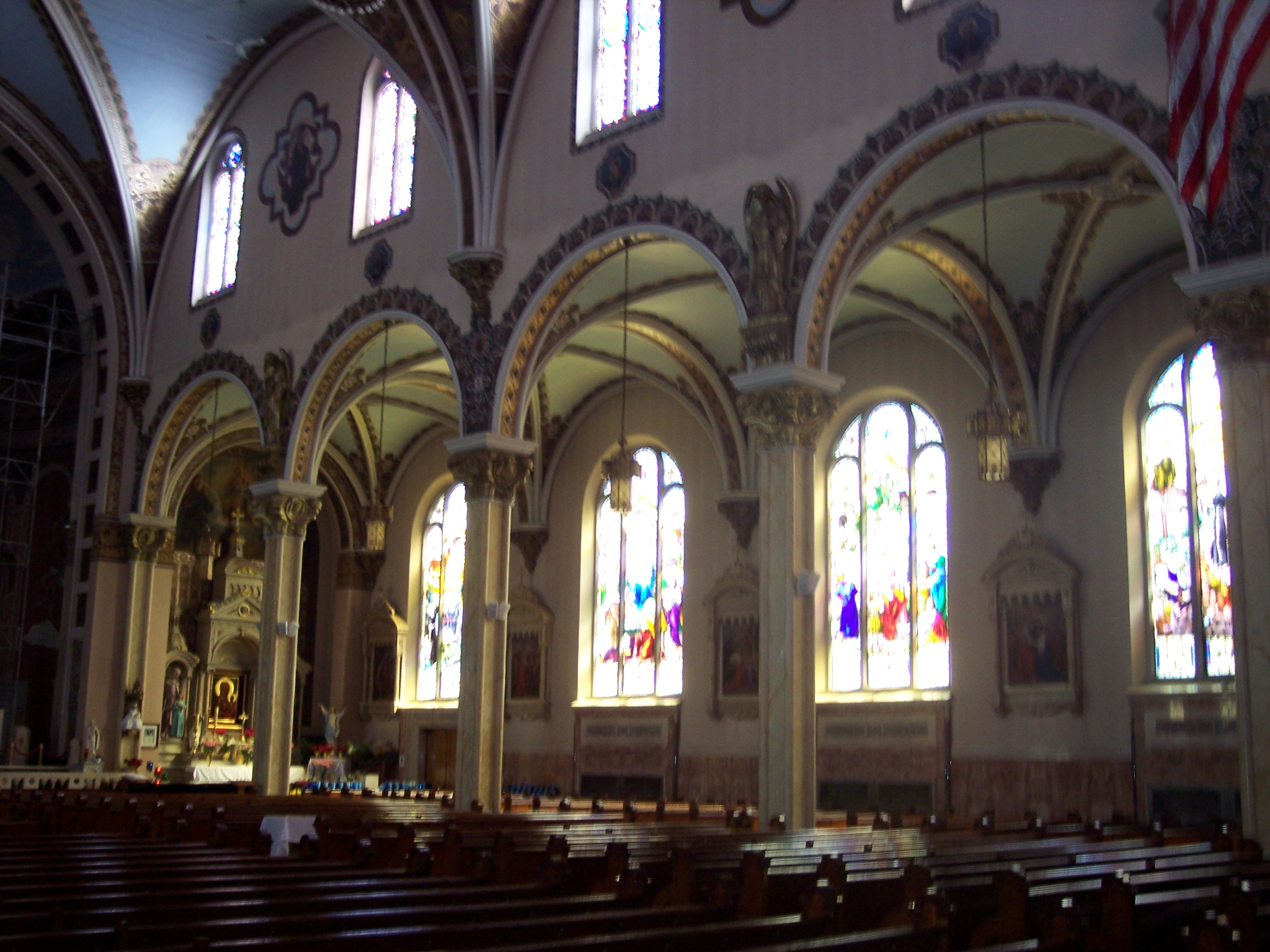
Intérieur de l'église

- Longueur: 51,8 m
- Largeur: 24,7 m